# ستيفيا إبيسو ميكوني
ستيفيا إبيسو ميكوني (باليابانية: 三國 スティビアエブス) (مواليد 31 مايو 1998) هو لاعب كرة قدم ياباني.

## وصلات خارجية
- ستيفيا إبيسو ميكوني على موقع رابطة كرة القدم اليابانية للمحترفين (اليابانية)
- ستيفيا إبيسو ميكوني على موقع Soccerway.com (الإنجليزية)
- ستيفيا إبيسو ميكوني على موقع عالم كرة القدم.نت (الإنجليزية)